# Erika de Lone
Erika de Lone (Boston, Massachusetts, 1972. október 14. –) amerikai teniszezőnő. 1992-ben kezdte profi pályafutását, kilenc egyéni és kilenc páros ITF-torna győztese. Legjobb egyéni világranglista-helyezése hatvanötödik volt, ezt 2000 áprilisában érte el.

## Év végi világranglista-helyezései
| Év       | 1989 | 1990 | 1991 | 1992 | 1993 | 1994 | 1995 | 1996 | 1997 | 1998 | 1999 | 2000 | 2001 | 2002 |
| Helyezés | 296. | 140. | 108. | 250. | 156. | 203. | 117. | 166. | 148. | 171. | 67.  | 120. | 181. | 160. |